# Giglio Tigrato
Giglio Tigrato è un personaggio immaginario ideato dallo scrittore James Matthew Barrie, che compare nell'opera teatrale Peter Pan, o il ragazzo che non voleva crescere (1904) e nel suo romanzo derivato del 1911, Peter e Wendy. 

## Descrizione e biografia
È una bambina di una tribù di nativi americani che vivono sull'Isola che non c'è. Sembra abbastanza grande per sposarsi, tuttavia rifiuta eventuali pretendenti perché preferisce Peter Pan; anche per questo è gelosa di Wendy Darling e Campanellino. Giglio Tigrato viene quasi uccisa da Capitan Uncino a bordo della Jolly Roger, ma Peter riesce a salvarla. È ignoto cosa le succeda quando gli indiani vengono battuti dai pirati di Uncino in duello. 

## Altri media
- Nel film del 1924, Peter Pan, è interpretata da Anna May Wong e ha lo stesso ruolo del libro.

Giglio Tigrato nella versione Disney

- In Le avventure di Peter Pan (1953) della Walt Disney Pictures, la storia di Giglio Tigrato è pressoché simile a quella del romanzo: viene rapita da Capitan Uncino e Spugna, rifiutandosi di dire dove si nasconde Peter Pan. Quando quest'ultimo la riporta dagli indigeni, viene onorato dalla tribù. Non ha alcun dialogo, ma nella versione originale pronuncia un piccolo " HELP!", mentre rischia di annegare.
- Nel film televisivo musical Peter Pan del 1976, Giglio Tigrato ottiene una fedele trasposizione. È Interpreta da Paula Kelly.
- Nel film animato direct-to-video del 1988, Giglio Tigrato non ha differenze dal suo ruolo del libro.
- Nella serie anime Funky Fables del 1989, nel episodio di Peter Pan Giglio Tigrato non ha modifiche dal libro, anche se il suo ruolo è velocizzato.

- Nella serie anime del 1989, Peter Pan, prodotta dalla Nippon Animation come parte del progetto World Masterpiece Theater Giglio Tigrato appare più spesso nella prima parte della serie, dove è coraggiosa e tenace. Gianni, impressionato da lei, fa tutto il possibile per fare bella figura, arrivando ad incontrare suo padre e riuscire ad andare d'accordo. Nella seconda parte della serie, il personaggio rimane assente, ma Luna le assomiglia molto.
- Nella serie animata "Peter Pan & The Pirates" (Nel covo dei pirati con Peter Pan), Giglio Tigrato è doppiata da Cree Summer. Lei e suo fratello Hard-to-Hit a volte accompagnano e aiutano i loro amici Peter Pan, Trilli, i bambini Darling e i Bimbi Sperduti nelle loro numerose avventure.

- Nella celebre versione del 2003, Peter Pan, Giglio Tigrato è interpretata da Anna May Wong e parla un linguaggio nativo-africano. Scopre John e Michael appesi in una trappola, venendo scoperta da Uncino e quando lo affronta, insieme ai due ragazzi è imprigionata e portata al Castello Nero. Mentre collaborano nella battaglia contro i pirati, John la salva, guadagnandosi inaspettatamente un bacio dalla principessa.
- Giglio Tigrato compare a teatro nel 2006 con Peter Pan, il musical, adattamento in forma di spettacolo diretto da Maurizio Colombi e con le musiche prese dal concept art Sono solo canzonette di Edoardo Bennato, quasi ogni edizione interpretata da un attrice diversa. Il suo brano è " Non so darti torto, ragazzino".

- In Neverland - La vera storia di Peter Pan, la principessa indiana Aaya (il cui nome significa Giglio Tigrato) suggerisce a Peter e ai Bambini Sperduti di raggiungere una città nascosta nel cuore dell'Isola dove vive un uomo capace di forgiare una pietra in grado di riportare le persone nel mondo reale. Purtroppo, una volta raggiunto il luogo, sopraggiungono i pirati che rapiscono Aaya, uccidono l'alchimista ed incendiano la città. Peter riesce a liberare Aaya, la quale conduce i ragazzi verso una grotta. Interpretata da Q'orianka Kilcher.

- In Pan - Viaggio sull'isola che non c'è, un prequel della storia, Giglio Tigrato è a capo di una tribù che cattura Peter, Uncino e Spugna, credendoli scagnozzi del pirata Barbanera. In seguito vengono liberati poiché la stessa Giglio Tigrato riconosce, nel medaglione indossato da Peter, quello appartenuto alla madre di quest'ultimo, Mary (che addestrò personalmente Giglio Tigrato); dunque li aiuta a sconfiggere il malvagio pirata. Uncino si innamora di lei.  Interpretata da Rooney Mara.
- In Le nuove avventure di Peter Pan, Giglio Tigrato ha un ruolo riccorente e partecipa spesso alle battaglie con i pirati. John è innamorato di lei e tenta sempre di impressionarla.
- Nella serie TV C'era una volta, Giglio Tigrato (interpretata da Sara Tomko) è un personaggio della Terra che Non C'è, legata alla storia di Peter Pan. Viene introdotta nella sesta stagione e si rivela essere una figura significativa nel passato di Capitan Uncino. È descritta come una donna determinata e piena di risorse, disposta a rischiare la vita per gli altri. La sua apparizione complica gli sforzi di Uncino di lasciarsi alle spalle il suo passato oscuro, portando a galla vecchie tensioni e la loro storia comune. Giglio Tigrato ha un ruolo importante nel rivelare la vera identità della Fata Nera e le sue macchinazioni, fungendo da alleata per i protagonisti nella lotta contro di lei e nella comprensione di eventi passati cruciali che hanno plasmato il destino di personaggi come Tremotino. In italiano è doppiata da Chiara Gioncardi.
- In World of Winx, Giglio Tigrato è la custode guarriera del Mondo dei sogni. Ha il ruolo di allenare e istruire Matt, il prescelto del Mondo dei Sogni, e aiuta le Winx a sconfiggere La Regina. Doppiata da Emanuela Ionica.
- In Peter Pan & Wendy, distribuito nel 2023, ha un ruolo più grande. Si prende cura dei Bimbi Sperduti, mentre considera Peter Pan un fratello. È molto coraggiosa e tenace, con un fedele destriero bianco. Ha imparato quello che sa fare dalla sua bis nonna ed insegna a Wendy che il futuro dipende da lei. Prende parte alla battaglia alla Roccia del Teschio, ma non è lei ad essere rapita, bensì John e Michael. Quando Uncino ferisce Peter in un duello, la sua ombra si anima e va a chiamare la principessa. Giglio Tigrato cura Peter e lo porta alla Jolly Roger per affrontare i pirati. Saluta infine Wendy, con la promessa che si rivedranno un giorno. Nel film parla sia in Cree che normalmente in alcune scene. Interpretata da Alyssa Wapanatânk ed è doppiata in italiano da Emanuela Ionica.